# ジョッキーズグランプリ
ジョッキーズグランプリは、日本中央競馬会が中山競馬場の芝1800mで施行していた競馬の競走である。正式競走名は'○○ジョッキーズグランプリ（'○○には施行年の西暦の下二桁が入る）。

## 概要
ファン投票で出走馬が選出される有馬記念と同様に、ファン投票によって騎乗する騎手を選出する趣旨の競走として1988年に創設され、有馬記念当日の第7競走に900万円以下条件の特別競走として施行されていた。1994年からは競走名にJT賞の冠が付いたが、1995年限りで廃止となった。
最大出走頭数は12頭で騎乗馬は抽選により決められた。ファン投票での得票上位12名の騎手が選出され、騎乗停止・負傷加療・施行日当日に他場での騎乗などの理由により出場辞退者がでた場合は順次繰り上げて選出された。なお1994年は出走頭数が10頭と最大出走頭数に満たなかったため、騎乗者もファン投票11位まで（他場での騎乗による出場辞退が1名あったため）の10名となった。

## ファン投票
当初は有馬記念とは別個にファン投票が行なわれていたが、1990年以降は有馬記念と同時に行なわれ、公式投票はがきには有馬記念の投票欄とともに本競走の騎手の投票記入欄が設けられていた。また有馬記念が10頭まで投票可能なのに対し、本競走は5名までとなっていた。

### ファン投票1位
| 施行年 | 騎手名   | 票数      | 着順   |
| ------ | -------- | --------- | ------ |
| 1988年 | 武豊     | 9,837票   | 6着    |
| 1989年 | 武豊     | 11,832票  | 10着   |
| 1990年 | 武豊     | 112,452票 | 6着    |
| 1991年 | 武豊     | 122,400票 | 11着   |
| 1992年 | 岡部幸雄 | 142,728票 | 不出場 |
| 1993年 | 武豊     | 140,406票 | 4着    |
| 1994年 | 武豊     | 144,592票 | 不出場 |
| 1995年 | 武豊     | 139,624票 | 2着    |

## 歴代優勝馬・騎手
| 施行日         | 優勝馬             | 性齢 | タイム | 優勝騎手 | 管理調教師 |
| -------------- | ------------------ | ---- | ------ | -------- | ---------- |
| 1988年12月25日 | オンワードミズーリ | 牡3  | 1:49.7 | 岡部幸雄 | 成宮明光   |
| 1989年12月24日 | ローレンダッドレイ | 牡4  | 1:49.0 | 岡部幸雄 | 野平祐二   |
| 1990年12月23日 | インタースナイパー | 牡3  | 1:50.0 | 岸滋彦   | 柄崎孝     |
| 1991年12月22日 | グレイトウェーブ   | 牡3  | 1:49.6 | 松永幹夫 | 大和田稔   |
| 1992年12月27日 | マルブツパワフル   | 牡4  | 1:50.0 | 田原成貴 | 白井寿昭   |
| 1993年12月26日 | サクラリュウセイ   | 牡3  | 1:49.9 | 的場均   | 境勝太郎   |
| 1994年12月25日 | ゴールデンタイガー | 牡3  | 1:49.4 | 岡部幸雄 | 嶋田潤     |
| 1995年12月24日 | メジロアムール     | 牝4  | 1:50.0 | 岡部幸雄 | 大久保洋吉 |